# Allosauroider
Allosauroidea är en överfamilj med storvuxna theropoddinosaurier som har hittats på ett flertal kontinenter världen över. Den äldsta kända allosauroiden, Shidaisaurus, framträdde under mellersta jura i Kina, och de senast kända överlevande allosauroiderna, gruppen Megaraptora, dog ut runt 84 miljoner år sedan. Det kan finnas fossila spår av carchardontosaurier från krittidens absoluta slut runt 70-66 miljoner år sedan.
Allosauroiderna delas in i 4 familjer — Metriacanthosauridae (exempelvis Sinraptor), Carcharodontosauridae (exempelvis Giganotosaurus och Carcharodontosaurus), Neovenatoridae (exempelvis Neovenator) och Allosauridae (exempelvis Allosaurus)

## Taxonomi
Allosauroiderna var theropoder som tillhörde Tetanurae, en grupp med theropoder som anses evolutionärt närmare släkt med fåglarna än med Ceratosaurus (Padian, 1999). Dom tillhörde infraordningen Carnosaurier. Allosauroiderna delas in i mindre familjer, bland annat Carcharodontosaurider och Allosaurider. Taxonet föreslogs ursprungligen av Currie och Zhao (1993; p. 2079) och noterades sedan som ett odefinierat stam-baserat taxon av Sereno (1997). Senare föreslog Sereno (1998; p. 64) en stam-baserad definition för kladen Allosauroidea som löd "Alla neotetanurer närmare Allosaurus än Neornithes." Alldeles nyligen definierade Holtz o. a. (2004; p. 100) Allosauroidea som "Allosaurus fragilis, Sinraptor dongi, deras närmaste gemensamma förfader och alla dennes ättlingar."

## Kännetecken

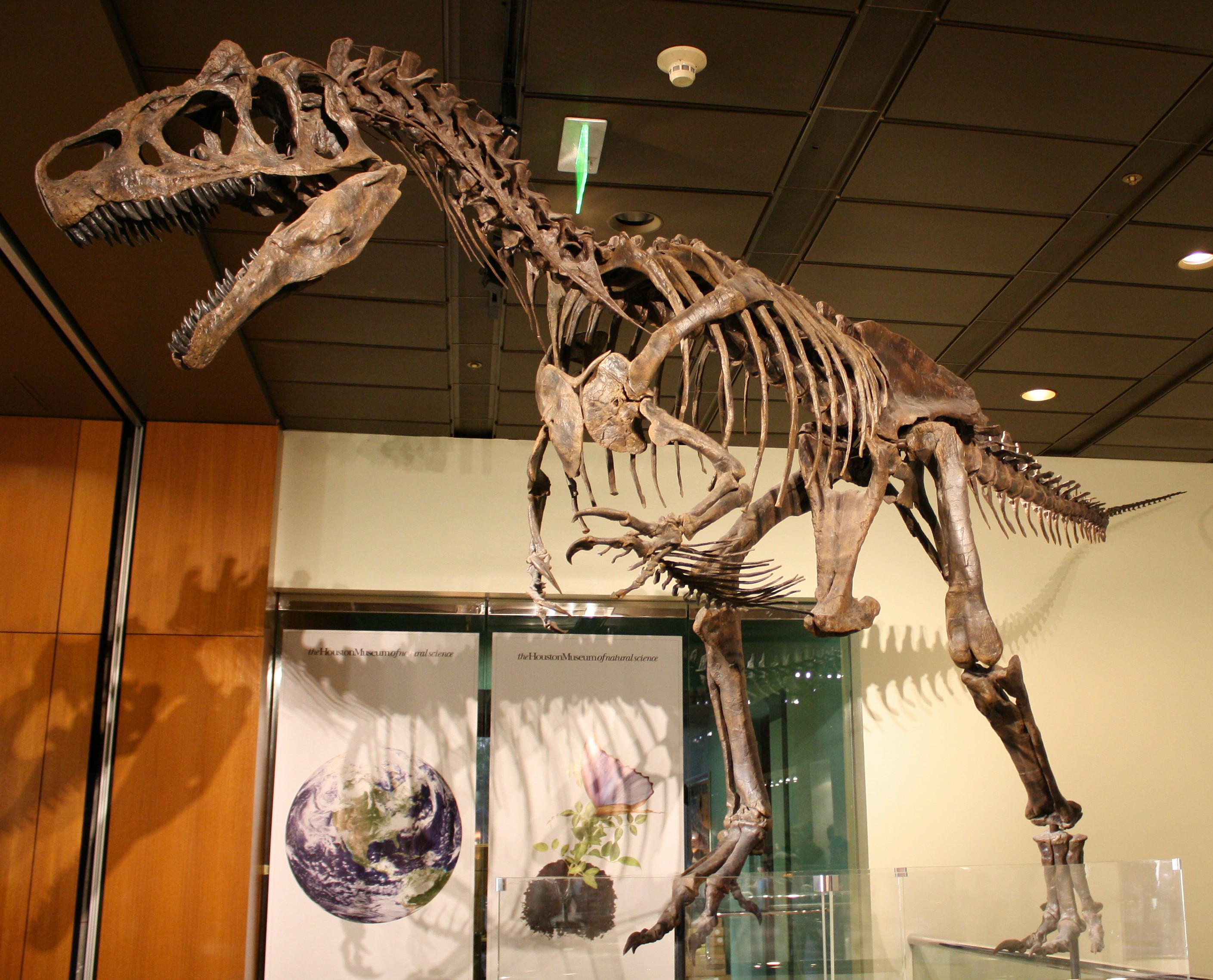
Skelett av Allosaurus på Houston Museum of Natural Science.

Allosauroider har långa, smala kranier, stora ögonhålor, händer med tre fingrar och vanligen "horn" eller dekorativa kammar på sina huvuden. Den mest berömda och bäst förstådda allosauroiden är det nordamerikanska släktet Allosaurus.

## Förekomst
Fossila fynd antyder att Allosauroiderna var vitt utbredda över världen. Det rikliga utbudet av fossil efter Allosaurus visar att den hade spridning över USA:s delstater, bland annat Wyoming, Colorado och Utah. Det finns också fossil efter Allosaurus i Portugal, (Allosaurus europaeus), vilket visar att släktet fanns även i Europa. Man har också hittat fossil efter en sinraptorid, Metriacanthosaurus, i Europa. I Nordamerika finns det fossil efter Acrocanthosaurus. Från Asien finns lämningar efter Sinraptor och Yangchuanosaurus (sinraptorider). Fynd efter carcharodontosaurider är vanligast i Sydamerika, med fossil efter Giganotosaurus, Mapusaurus och Tyrannotitan. Dessa tros ha varit några av de största landlevande rovdjur som någonsin funnits, möjligtvis med undantag för vissa spinosaurider. Fossil efter carcharodontosaurider finns också påträffade i Afrika i form av Eocarcharia och Carcharodontosaurus. Från Australien finns fossil beskrivna som en neovenatorid, som fått namnet Australovenator.